# Zbór Kościoła Zielonoświątkowego „Betania” w Szczecinie
Zbór Kościoła Zielonoświątkowego „Betania” w Szczecinie – zbór Kościoła Zielonoświątkowego w RP znajdujący się w Szczecinie, przy ulicy Księdza Piotra Wawrzyniaka 7. Liczy ponad 300 wyznawców.
Zbór powstał w 1946 roku. Kilka osób było przedtem członkami zboru zielonoświątkowego w Wilnie. Od 1961 roku zbór jest użytkownikiem obiektu przy ul. Wawrzyniaka 7 opuszczonego przez parafię ewangelicko-augsburską. 
Pierwszym pastorem był Aleksander Rapanowicz. Od 1982 do 31 marca 2016 roku pastorem był Mieczysław Czajko. Obecnie jest nim Dominik Jaworski. 
W 1999 roku, w wyniku jednomyślnej decyzji rady zborowej, zdecydowano o utworzeniu zboru „Betezda”, z wyznawców mieszkających na prawobrzeżu Szczecina.
Na koniec 2010 zbór skupiał 410 wiernych, w tym 257 ochrzczonych członków.